# Iso Kumpusaari (ö i Mellersta Finland)
Iso Kumpusaari är en ö i Finland. Den ligger i sjön Alvajärvi och i kommunen Pihtipudas i den ekonomiska regionen  Saarijärvi-Viitasaari och landskapet Mellersta Finland, i den centrala delen av landet, 400 km norr om huvudstaden Helsingfors. Öns area är 1,1 hektar och dess största längd är 180 meter i öst-västlig riktning.